# Dagupan
Dagupan é uma cidade de segunda classe de renda da cidade na província Pangasinan, nas Filipinas. De acordo com o censo de 1 maio  de  2020 possui uma população de 174 302 pessoas e 42 017 domicílios.